# Kenneth Lee Williams
Kenneth Lee Williams (né le 4 septembre 1934 et décédé le 1er novembre 2017) est un herpétologiste américain, auteur de livres sur la biologie et la classification des serpents. Williams est un enseignant retraité du département de biologie de l'université d'État Northwestern dont il a été nommé professeur émérite en 2001. Il est considéré comme un spécialiste de la couleuvre faux-corail et l'herpétologie de la forêt de nuage hondurienne.